# تومي دوسيت
تومي دوسيت هو عازف كمان ‏ كندي، ولد في 8 يونيو 1902، وتوفي في 1992.